# Martije
Martije (oficialmente San Cristovo de Martixe) es una parroquia española del municipio de Silleda, perteneciente a la provincia de Pontevedra, en la comunidad autónoma de Galicia.

## Toponimia
La parroquia puede aparecer referida con las grafías «Martije», «Martijé» y «Martixe».

## Historia
Hacia mediados del siglo XIX, la parroquia tenía contabilizada una población de cien habitantes. Aparece descrita en el undécimo volumen del Diccionario geográfico-estadístico-histórico de España y sus posesiones de Ultramar de Pascual Madoz con las siguientes palabras:

MARTIJÉ (San cristobal): felig. en la prov. de Pontevedra (8 1/2 leg.), part. jud. de Lalin (2 3/4), dióc. de Lugo, (12), ayunt. de Chapa (3/4). sit. á la márg. izq. del r. Deza con buena ventilacion y clima saludable. Tiene 20 casas repartidas en las ald. de Martijé, Moa y Paradela. La igl. parr. (San Cristóbal), es aneja de la de Sta. Maria de Abades; con la cual confina, y con las de Pazos y Carboeiro. El terreno parte montuoso y parte llano, es de buena calidad: le cruza un riach. que de S. á N. va á desaguar en el r. Deza. prod.: cereales, patatas, legumbres, frutas y pastos: se cria ganado vacuno, lanar y cabrío; caza y pesca de varias clases. pobl.: 20 vec., 100 alm. contr. con su ayunt. (V.)
(Madoz, 1848, p. 251)

En la actualidad, pertenece al municipio de Silleda. En 2022, tenía empadronados 81 habitantes.